# Pałac Wańkowiczów w Mińsku
Pałac Wańkowiczów w Ślepiance Wielkiej – klasycystyczny pałac w Mińsku na Białorusi, pomnik architektury przy ul. Filimonowa 24, nad rzeczką Ślepnią.

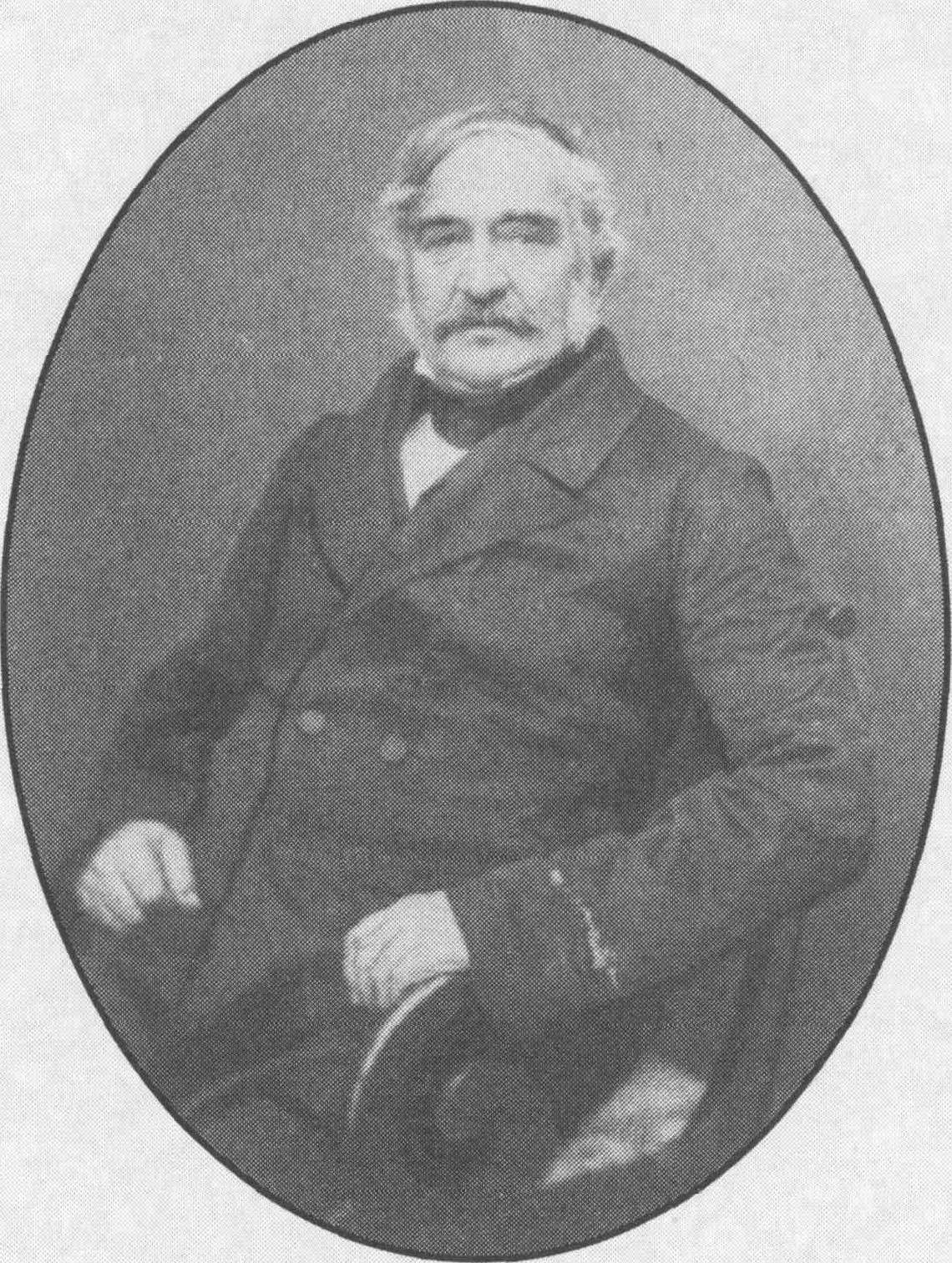
Edward Wańkowicz (1793–1872)

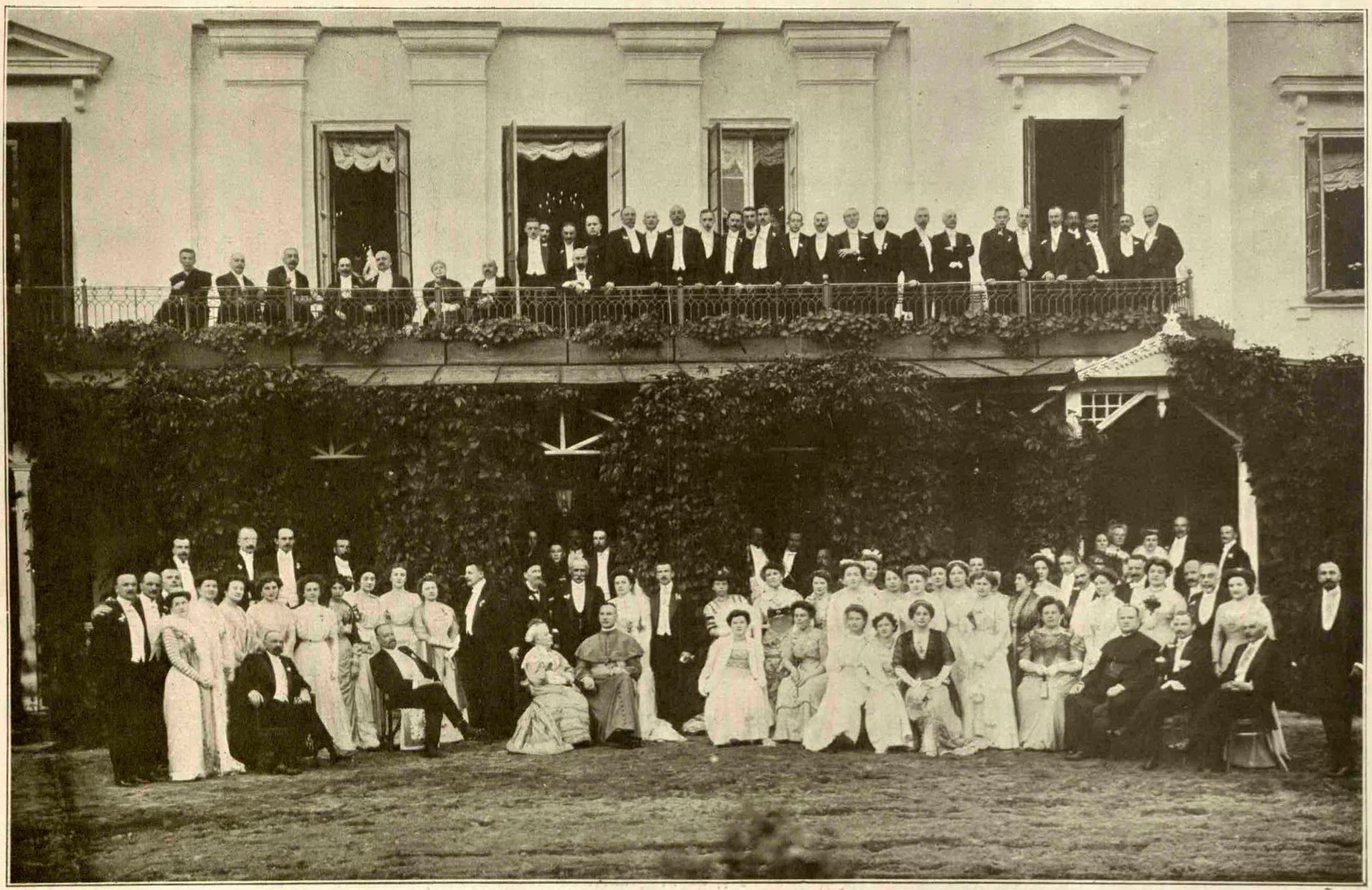
Zjazd rodzinny w Wielkiej Ślepiance 30 czerwca 1910 roku z okazji ślubu Julii Wańkowiczówny, siostry Piotra, z Mieczysławem Jałowieckim (Wieś Ilustrowana, 1910)

## Historia Ślepianki
Ślepianka, około 6 km na wschód od centrum Mińska, była znana od XVI wieku. Pierwotnie była dziedzictwem Radziwiłłów. W okolicach połowy XVIII wieku stała się własnością rodziny Wańkowiczów. Wtedy Aleksander Wańkowicz podzielił Ślepiankę na dwie części, dla swoich dwóch synów: Ślepiankę Wielką, położoną bliżej centrum Mińska, otrzymał Stanisław (zm. 1812), a Małą – bardziej odległą od miasta – otrzymał Melchior (1775–1842). Po Stanisławie dziedzicem Ślepianki Wielkiej był jego syn Edward (1793–1872), najmłodszy syn Edwarda Władysław (1839–1888). Po śmierci Władysława majątek ten przejął jego najstarszy brat Zygmunt (1820–1891), a po nim – syn Zygmunta Piotr (1866–1936), ostatni właściciel Ślepianki. Do majątku Ślepianka w II połowie XIX wieku należały prawie całe przedmieścia Mińska.
Po II rozbiorze Polski w 1793 roku dobra te znalazły się w Imperium Rosyjskim. Po rewolucji październikowej Mińsk znalazł się na terenie ZSRR, od 1991 roku – stał się stolicą Białorusi.

## Pałac
Wańkowicze wybudowali w Ślepiance Wielkiej w I połowie XIX wieku pałac. Bardzo grube mury jego centralnej części mogą świadczyć o tym, że przy budowie, która mogła rozpocząć się w drugiej połowie XVIII wieku, wykorzystano pozostałości zameczku obronnego Radziwiłłów. Główna, surowa, dwukondygnacyjna bryła miała kształt litery „T”. Elewacja frontowa była dziewięcioosiowa z pięcioosiowym ryzalitem, akcentowanym czterema pilastrami o wyraźnie zaznaczonych kapitelach. Całość przykrywał niski, płaski dach. Od strony ogrodu do frontowej bryły, na przedłużeniu ryzalitu, znajdowała się druga część budynku, wybudowana na planie kwadratu. W związku z obniżeniem terenu od strony ogrodowej, tylna część pałacu stała na bardzo wysokiej podmurówce.
Do pałacu były dwa wejścia znajdujące się na dwóch skrajnych osiach ryzalitu. Każde z tych drzwi prowadziło do osobnej sieni z klatką schodową. Prawa miała charakter reprezentacyjny, lewa natomiast – służbowo-administracyjny. Wielki salon (sala balowa) znajdował się na I piętrze. Ściany budynku były udekorowane cennymi obrazami, wśród nich pędzla takich malarzy, jak Szymon Czechowicz, Jan Rustem, Smuglewicze, Julian Fałat, Stanisław Wyspiański, Leon Wyczółkowski czy Henryk Weyssenhoff.
Na osi głównej pałacu znajdowała się brama wjazdowa na dziedziniec. Po prawej stronie znajdowała się oficyna. Po lewej stronie pałacu był dziesięciohektarowy park o charakterze angielskim. Park był projektowany przez Waleriana Kronenberga w 1896 roku.
Kompleks pałacowy jest kulturalno-historycznym zabytkiem Białorusi o numerze identyfikacyjnym 713Г000261.
Majątek w Wielkiej Ślepiance jest opisany w 1. tomie Dziejów rezydencji na dawnych kresach Rzeczypospolitej Romana Aftanazego.